# Dahntay Jones
Pour les articles homonymes, voir Jones.
Dahntay Jones, né le 27 décembre 1980 à Trenton (New Jersey), aux États-Unis, est un joueur puis entraîneur américain de basket-ball. Il évolue aux postes d'arrière et ailier.

## Carrière

### Grizzlies de Memphis (2003-2007)
Jones est sélectionné par les Celtics de Boston à la 20e position de la Draft 2003 de la NBA mais ses droits sont transférés avec ceux de Troy Bell chez les Grizzlies de Memphis contre les droits sur Kendrick Perkins et Marcus Banks. Le 21 novembre 2003, il fait ses débuts professionnels lors de la victoire 98 à 97 contre les SuperSonics de Seattle, terminant la rencontre avec un rebond, une passe décisive et deux contres en huit minutes de jeu, en tant que remplaçant.
Jones joue les quatre premières saisons de sa carrière en NBA avec les Grizzlies avec qui il tourne à 5,0 points par match.

### Kings de Sacramento/Mads Ants de Fort Wayne (2007-2008)
Le 27 septembre 2007, Jones signe avec les Celtics de Boston. Cependant, il est coupé par les Celtics le 25 octobre 2007. Le 10 décembre 2007, il signe avec les Kings de Sacramento. Quatre jours plus tard, il fait ses débuts avec les Kings lors de la victoire 109 à 99 contre les 76ers de Philadelphie, terminant la rencontre avec une passe décisive et deux interceptions en sept minutes de jeu, en étant remplaçant. Le 16 février 2008, il est coupé par les Kings.
Le 21 mars 2008, il rejoint les Mad Ants de Fort Wayne en D-League. Le soir-même, il fait ses débuts avec les Mad Ants lors de la défaite chez les Wizards du Dakota 125 à 102, terminant la rencontre avec 18 points en 31 minutes.

### Nuggets de Denver (2008-2009)
Le 30 juillet 2008, Jones signe avec les Nuggets de Denver. Le 29 octobre, il fait ses débuts avec les Nuggets lors de la défaite 98 à 94 chez le Jazz de l'Utah, terminant la rencontre avec trois points, trois rebonds et une interception en 14 minutes de jeu, en étant remplaçant.
Les Nuggets peuvent accéder à la finale de la conférence Ouest mais ils perdent le tour précédent quatre matchs à deux contre les Lakers de Los Angeles.

### Pacers de l'Indiana (2009-2012)
Le 14 juillet 2009, il signe un contrat de quatre ans avec les Pacers de l'Indiana. Le 28 octobre, il fait ses débuts avec les Pacers lors de la défaite 120 à 109 chez les Hawks d'Atlanta, terminant la rencontre avec 17 points et cinq rebonds en 26 minutes de jeu.

### Mavericks de Dallas/Hawks d'Atlanta (2012-2013)
Le 12 juillet 2012, Jones est transféré, avec Darren Collison, aux Mavericks de Dallas en échange d'Ian Mahinmi. Le 30 octobre, il fait ses débuts avec les Mavericks lors de la victoire 99 à 91 contre les Lakers de Los Angeles.
Le 21 février 2013, il est transféré aux Hawks d'Atlanta en échange d'Anthony Morrow. Le lendemain, il fait ses débuts avec les Hawks lors de la victoire 122 à 108 contre les Kings de Sacramento.

### Une année sans jouer (2013-2014)
Le 27 septembre 2013, Jones signe avec les Bulls de Chicago. Cependant, il est coupé par les Bulls le 8 octobre 2013. Le 25 février 2014, il est mis à l'essai aux Knicks de New York. En juillet 2014, il est de nouveau testé par les Knicks.

### Mad Ants de Fort Wayne/Clippers de Los Angeles (2014-2015)
Le 25 septembre 2014, il signe avec le Jazz de l'Utah. Mais, il est coupé par le Jazz le 22 octobre 2014.
Le 26 novembre 2014, il retourne en D-League chez les Mad Ants de Fort Wayne. Deux jours plus tard, il fait ses débuts avec les Mad Ants lors de la défaite 124 à 115 chez les 87ers du Delaware, terminant la rencontre avec 14 points, un rebond, trois passes décisives, une interception et un contre en 19 minutes en étant remplaçant.
Le 14 janvier 2015, il signe un contrat de dix jours avec les Clippers de Los Angeles. Deux jours plus tard, il fait ses débuts avec les Clippers lors de la défaite 126 à 121 chez les Cavaliers de Cleveland. Le 24 janvier 2015, il signe un second contrat de dix jours avec les Clippers. Le 3 février 2015, il signe avec les Clippers pour le reste de la saison. Le 9 mars 2015, Jones écope d'une amende de dix mille dollars pour avoir donné un coup d'épaule à Draymond Green des Warriors de Golden State qui était en train de répondre à une interview d'après-match. Jones fait appel et dément que son geste est intentionnel.

### Drive de Grand Rapids/Cavaliers de Cleveland (2015-2017)
Le 10 septembre 2015, Jones signe avec les Nets de Brooklyn. Toutefois, il est coupé par les Nets le 26 octobre après avoir disputé quatre matches de présaison.
Le 4 décembre, il rejoint le Drive de Grand Rapids en D-League. Le lendemain, il fait ses débuts avec le Drive lors de la victoire 128 à 99 contre les Raptors 905, terminant la rencontre avec 13 points, deux rebonds, une passe décisive, une itnerception et un contre en 20 minutes en étant remplaçant.
Le 13 avril 2016, il signe aux Cavaliers de Cleveland pour leur dernier match de la saison et les playoffs. Le soir-même, il fait ses débuts avec les Cavaliers lors de la défaite de Cleveland 112 à 110 chez les Pistons de Détroit, match qu'il termine avec 13 points, deux passes décisives, une interception et deux contres en 42 minutes de jeu en étant remplaçant.
Le 22 mai, il est suspendu pour le match 4 des finales de la conférence Est contre les Raptors de Toronto pour avoir donné un coup dans les parties intimes du pivot des Raptors Bismack Biyombo lors des dernières minutes de jeu du match 3. Les Cavaliers remportent la série en six matches et accèdent aux finales NBA 2016. Jones fait sa première apparition dans ces finales lors du premier match, perdu chez les Warriors de Golden State.

## Statistiques en carrière

### Universitaires
| Saison    | Équipe   | Matchs | Titul. | Min./m | % Tir | % 3pts | % LF | Rbds/m. | Pass/m. | Int/m. | Ctr/m. | Pts/m. |
| --------- | -------- | ------ | ------ | ------ | ----- | ------ | ---- | ------- | ------- | ------ | ------ | ------ |
| 1998-1999 | Rutgers  |        |        |        |       |        |      |         |         |        |        |        |
| 1999-2000 | Syracuse |        |        |        |       |        |      |         |         |        |        |        |
| 2001-2002 | Duke     | 35     |        | 28,9   | 50,5  | 23,1   | 72,5 | 4,2     | 1,1     | 0,8    | 0,5    | 11,2   |
| 2002-2003 | Duke     | 33     | 30     | 30,7   | 47,0  | 39,8   | 74,9 | 5,45    | 0,88    | 1,15   | 0,55   | 17,67  |

### Professionnelles

#### Saison régulière NBA
Légende :
gras = ses meilleures performances
| Saison     | Équipe         | Matchs | Titul. | Min./m | % Tir | % 3pts | % LF | Rbds/m. | Pass/m. | Int/m. | Ctr/m. | Pts/m. |
| ---------- | -------------- | ------ | ------ | ------ | ----- | ------ | ---- | ------- | ------- | ------ | ------ | ------ |
| 2003–2004  | Memphis        | 20     | 0      | 7,7    | 28,3  | 25,0   | 45,5 | 1,15    | 0,60    | 0,25   | 0,30   | 1,80   |
| 2004–2005  | Memphis        | 52     | 7      | 12,5   | 43,7  | 38,3   | 68,8 | 1,33    | 0,40    | 0,25   | 0,21   | 4,48   |
| 2005–2006  | Memphis        | 71     | 4      | 13,6   | 41,4  | 14,3   | 64,5 | 1,46    | 0,55    | 0,54   | 0,21   | 3,96   |
| 2006–2007  | Memphis        | 78     | 25     | 21,4   | 47,7  | 41,7   | 79,3 | 1,96    | 0,87    | 0,50   | 0,28   | 7,47   |
| 2007–2008  | Sacramento     | 25     | 0      | 8,2    | 43,4  | 16,7   | 66,7 | 1,40    | 0,48    | 0,32   | 0,24   | 3,24   |
| 2008-2009  | Denver         | 79     | 71     | 18,0   | 45,8  | 64,7   | 72,8 | 2,13    | 0,99    | 0,62   | 0,24   | 5,43   |
| 2009-2010  | Indiana        | 76     | 26     | 24,9   | 46,1  | 12,5   | 77,0 | 3,01    | 1,97    | 0,53   | 0,51   | 10,21  |
| 2010-2011  | Indiana        | 45     | 2      | 13,1   | 46,7  | 35,9   | 76,7 | 1,44    | 0,73    | 0,44   | 0,16   | 6,29   |
| 2011-2012* | Indiana        | 65     | 3      | 16,2   | 36,9  | 22,4   | 77,0 | 1,29    | 0,60    | 0,28   | 0,08   | 3,36   |
| 2012-2013  | Dallas         | 50     | 15     | 12,7   | 35,7  | 21,6   | 80,5 | 1,40    | 0,56    | 0,20   | 0,10   | 3,48   |
| 2012-2013  | Atlanta        | 28     | 4      | 13,6   | 39,0  | 25,0   | 67,7 | 1,11    | 0,68    | 0,43   | 0,04   | 3,14   |
| 2014-2015  | L. A. Clippers | 33     | 0      | 3,7    | 28,6  | 0,0    | 81,8 | 0,33    | 0,06    | 0,09   | 0,00   | 0,64   |
| 2015-2016  | Cleveland      | 1      | 0      | 42,4   | 42,9  | 50,0   | 0,0  | 5,00    | 2,00    | 1,00   | 2,00   | 13,00  |
| Carrière   |                | 623    | 157    | 15,7   | 43,9  | 33,1   | 75,1 | 1,73    | 0,85    | 0,42   | 0,23   | 5,36   |

Note: * Cette saison a été réduite de 82 à 66 match en raison du lock-out

Dernière modification le 13 avril 2016

#### Playoffs NBA
| Saison   | Équipe         | Matchs | Titul. | Min./m | % Tir | % 3pts | % LF  | Rbds/m. | Pass/m. | Int/m. | Ctr/m. | Pts/m. |
| -------- | -------------- | ------ | ------ | ------ | ----- | ------ | ----- | ------- | ------- | ------ | ------ | ------ |
| 2005     | Memphis        | 3      | 0      | 23,7   | 38,1  | 60,0   | 75,0  | 3,00    | 0,33    | 0,33   | 0,00   | 7,33   |
| 2006     | Memphis        | 4      | 0      | 11,5   | 71,4  | 0,0    | 70,0  | 1,75    | 0,00    | 0,25   | 0,00   | 4,25   |
| 2009     | Denver         | 16     | 16     | 17,5   | 48,1  | 25,0   | 76,7  | 2,38    | 0,62    | 0,81   | 0,31   | 7,00   |
| 2011     | Indiana        | 3      | 0      | 16,5   | 45,0  | 0,0    | 88,9  | 0,67    | 0,67    | 0,33   | 0,00   | 8,67   |
| 2012     | Indiana        | 7      | 0      | 8,3    | 22,2  | 22,2   | 100,0 | 1,00    | 0,43    | 0,14   | 0,00   | 2,43   |
| 2013     | Atlanta        | 5      | 0      | 3,8    | 25,0  | 0,0    | 100,0 | 0,20    | 0,00    | 0,00   | 0,00   | 0,80   |
| 2015     | L. A. Clippers | 11     | 0      | 1,6    | 100,0 | 0,0    | 0,0   | 0,09    | 0,00    | 0,18   | 0,00   | 0,36   |
| 2016     | Cleveland      | 14     | 0      | 3,2    | 41,7  | 33,3   | 50,0  | 0,43    | 0,14    | 0,07   | 0,00   | 0,86   |
| Carrière |                | 63     | 16     | 9,3    | 44,2  | 28,1   | 79,2  | 1,13    | 0,29    | 0,32   | 0,08   | 3,40   |

#### Saison régulière D-League
Légende :
gras = ses meilleures performances
| Saison    | Équipe                | Matchs | Titul. | Min./m | % Tir | % 3pts | % LF | Rbds/m. | Pass/m. | Int/m. | Ctr/m. | Pts/m. |
| --------- | --------------------- | ------ | ------ | ------ | ----- | ------ | ---- | ------- | ------- | ------ | ------ | ------ |
| 2007–2008 | Fort Wayne            | 10     | 10     | 37,1   | 52,4  | 33,3   | 74,2 | 4,60    | 2,40    | 0,80   | 1,10   | 24,40  |
| 2014-2015 | Fort Wayne            | 19     | 15     | 29,3   | 53,7  | 38,5   | 71,4 | 3,42    | 1,68    | 0,74   | 0,47   | 14,37  |
| 2015-2016 | Drive de Grand Rapids | 43     | 39     | 35,7   | 54,6  | 41,2   | 85,1 | 4,19    | 2,47    | 0,84   | 0,16   | 15,74  |
| Carrière  |                       | 72     | 64     | 34,2   | 53,9  | 39,8   | 79,7 | 4,04    | 2,25    | 0,81   | 0,38   | 16,58  |

## Records personnels sur une rencontre
Les records personnels de Dahntay Jones, officiellement recensés par la NBA sont les suivants :
| Type de statistique        | Saison régulière | Saison régulière                            | Saison régulière                 | Playoffs | Playoffs                        | Playoffs                 |
| Type de statistique        | Record           | Adversaire                                  | Date                             | Record   | Adversaire                      | Date                     |
| -------------------------- | ---------------- | ------------------------------------------- | -------------------------------- | -------- | ------------------------------- | ------------------------ |
| Points                     | 26               | @ Jazz de l'Utah                            | 24 mars 2007                     | 14       | Suns de Phoenix                 | 1er mai 2005             |
| Paniers marqués            | 11               | @ Jazz de l'Utah                            | 24 mars 2007                     | 5        | 4 fois                          |                          |
| Paniers tentés             | 19               | Clippers de Los Angeles                     | 25 novembre 2009                 | 10       | Suns de Phoenix                 | 1er mai 2005             |
| Paniers à 3 points réussis | 4                | Suns de Phoenix                             | 1er février 2005                 | 3        | Suns de Phoenix                 | 1er mai 2005             |
| Paniers à 3 points tentés  | 6                | @ Sixers de Philadelphie                    | 9 février 2005                   | 4        | Suns de Phoenix @ Heat de Miami | 1er mai 2005 22 mai 2012 |
| Lancers francs réussis     | 11               | @ Clippers de Los Angeles Celtics de Boston | 31 octobre 2008 14 novembre 2009 | 6        | Lakers de Los Angeles           | 25 mai 2009              |
| Lancers francs tentés      | 15               | Celtics de Boston                           | 14 novembre 2009                 | 8        | @ Lakers de Los Angeles         | 27 mai 2009              |
| Rebonds offensifs          | 4                | @ Timberwolves du Minnesota                 | 18 avril 2007                    | 4        | @ Lakers de Los Angeles         | 27 mai 2009              |
| Rebonds défensifs          | 11               | @ Knicks de New York                        | 4 novembre 2009                  | 4        | @ Suns de Phoenix               | 27 avril 2005            |
| Rebonds totaux             | 12               | @ Knicks de New York                        | 4 novembre 2009                  | 5        | 3 fois                          |                          |
| Passes décisives           | 8                | @ Celtics de Boston                         | 22 décembre 2009                 | 2        | @ Lakers de Los Angeles         | 19 mai 2009              |
| Interceptions              | 6                | @ Nuggets de Denver                         | 6 mars 2006                      | 2        | @ Lakers de Los Angeles         | 21 mai 2009              |
| Contres                    | 4                | Warriors de Golden State                    | 11 novembre 2009                 | 1        | 5 fois                          |                          |
| Balles perdues             | 6                | @ Hawks d'Atlanta                           | 28 octobre 2009                  | 4        | Hornets de La Nouvelle-Orléans  | 19 avril 2009            |
| Minutes jouées             | 43               | @ Spurs de San Antonio                      | 6 avril 2013                     | 34       | Suns de Phoenix                 | 1er mai 2005             |

- Double-double : 1 (au 03/05/2015)
- Triple-double : aucun.

## Palmarès
- Champion NBA avec les Cavaliers de Cleveland en 2016.
- First-team All-ACC (2003)
- 2x ACC All-Defensive Team (2002, 2003)
- Big East All-Rookie Team (1999)

## Vie privée
Il est le cousin d'Al Harrington, basketteur professionnel qui a joué en NBA.